# デイトン大学
デイトン大学（英語: University of Dayton）は、アメリカ合衆国オハイオ州デイトンにある私立のローマカトリック大学である。1850年にマリア会によって設立されたこの大学は、米国で3つのマリアニスト大学の1つであり、オハイオ州で2番目に大きい私立大学である。大学のキャンパスは市の南部にあり、グレートマイアミ川の両側に広がっている。 キャンパスは、礼拝堂とデイトン大学アリーナで著名。
大学には、41の州と38ヶ国から集められた、さまざまな宗教的、民族的、地理的背景からの11,306人の学生（8,681人の学部生と2,625人の卒業生）が在席している。芸術、科学、経営学、健康科学、工学と法律など80以上のプログラムを提供している。

## 著名な出身者
- ドン・ノヴェロ 1964年卒 - コメディアン・俳優・声優・歌手[3]
- チャールズ・ペダーセン 1926年卒 - ノーベル化学賞受賞（1987年）
- リチャード・シェーン 1972年卒 - 分析と幾何学への顕著な貢献によりウルフ賞数学部門受賞 (2017年)
- ジョン・グルーデン 1986年卒 - アメリカンフットボールコーチ。ラスベガス・レイダースヘッドコーチ
- ジェリー・ブレビンス - 野球選手（投手）、ニューヨーク・メッツ[4]
- クリス・ジョンソン 2012年卒 - プロバスケットボール選手、ユタ・ジャズ（NBA）
- ブライアン・ロバーツ 2008年卒 - バスケットボール選手、シャーロット・ホーネッツ
- クレイグ・スタメン - 野球選手（投手）、ワシントン・ナショナルズ, サンディエゴ・パドレス
- オビ・トッピン バスケットボール選手、ニューヨーク・ニックス